# Старосциці
Старосциці (пол. Starościce) — село в Польщі, у гміні Мілеюв Ленчинського повіту Люблінського воєводства.
Населення — 495 осіб (2011).

## Демографія
Демографічна структура станом на 31 березня 2011 року:
|          | Загалом | Допрацездатний вік | Працездатний вік | Постпрацездатний вік |
| -------- | ------- | ------------------ | ---------------- | -------------------- |
| Чоловіки | 249     | 57                 | 169              | 23                   |
| Жінки    | 246     | 51                 | 143              | 52                   |
| Разом    | 495     | 108                | 312              | 75                   |